# Ladies' Night (single)
Ladies' Night is een nummer van de Amerikaanse band Kool & the Gang. Het is de eerste single van hun gelijknamige elfde studioalbum uit 1979. Op 6 september dat jaar werd het nummer eerst in de VS, Canada en Japan op single uitgebracht. In januari 1980 volgden Europa, Australië en Nieuw-Zeeland.

## Achtergrond
De plaat gaat over het populaire gebruik van 'Ladies Nights' in bars en clubs die bedoeld waren om meer vrouwelijke klanten aan te trekken, in de hoop op ook nog meer mannelijke klanten.
"Ladies' Night" werd een grote hit Noord-Amerika, het Verenigd Koninkrijk en het Duitse en Nederlandse taalgebied. In thuisland de VS bereikte de plaat de 8e positie in de Billboard Hot 100. In Canada werd de 4e positie bereikt, in Finland de 5e, Duitsland en Oostenrijk de 18e, Zwitserland de 7e, Noorwegen de 10e en in het Verenigd Koninkrijk de 9e positie in de UK Singles Chart. 
In Nederland was de plaat op donderdag 21 februari 1980 TROS Paradeplaat op de befaamde TROS donderdag op Hilversum 3 en werd mede hierdoor een hit in de destijds drie landelijke hitlijsten op de nationale publieke popzender. De plaat bereikte de 13e positie in de TROS Top 50, de 14e positie in de Nederlandse Top 40 en piekte op de 12e positie in de Nationale Hitparade. In de Europese hitlijst op Hilversum 3, de TROS Europarade, werd géén notering behaald.
In België bereikte de plaat de 14e positie in zowel de voorloper van de Vlaamse Ultratop 50 
als de Vlaamse Radio 2 Top 30. In Wallonië werd géén notering behaald.